# 300 rocznica unii Greckokatolickiego Kościoła Rumunii z Kościołem Rzymskim
300 rocznica unii Greckokatolickiego Kościoła Rumunii z Kościołem Rzymskim – list apostolski papieża Jana Pawła II ogłoszony 7 maja 2000 z okazji trzechsetnej rocznicy zawarcia unii między częścią Kościoła prawosławnego w Siedmiogrodzie a Kościołem katolickim. W wyniku unii, ogłoszonej w 1700 r., powstał Kościół Rumuński Zjednoczony z Rzymem.

## Treść listu
Na początku listu Jan Paweł II wspomina swoją podróż apostolską do Rumunii, która miała miejsce 5-7 maja 1999 r. Następnie przedstawia krótką historię Kościoła Rumuńskiego Zjednoczonego z Rzymem, ze szczególnym uwzględnieniem wątku męczeństwa członków tego Kościoła. W dalszej części listu papież przedstawia zalecenia dla tego Kościoła, skupiając się przede wszystkim na wyzwaniach ekumenicznych.